# Hendra (Schiff)
Die Hendra ist eine Fähre des Shetland Islands Council.

## Geschichte
Das Schiff wurde unter der Baunummer 45 auf der Werft McTay Marine in Bromborough gebaut. Die Kiellegung fand am 29. Dezember 1981, der Stapellauf am 7. September 1982 statt. Die Fertigstellung des Schiffes erfolgte im Oktober 1982.
Das Schiff wird vom Shetland Islands Council im Fährdienst der Shetlandinseln eingesetzt. Es war das erste von vier ähnlichen Fähren (Hendra, Fivla, Geira und Bigga), die zwischen 1982 und 1991 in Dienst gestellt wurden. Alle vier Fähren wurden auf unterschiedlichen Werften gebaut.

## Technische Daten und Ausstattung
Das Schiff wird von zwei Dieselmotoren angetrieben. Die Motoren wirken über Untersetzungsgetriebe auf zwei Verstellpropeller. Abgeliefert wurde das Schiff mit zwei Viertakt-Achtzylinder-Dieselmotoren des Herstellers Kelvin Diesels (Typ: TASC8) mit jeweils 328 kW Leistung. Im Jahr 2005 wurde das Schiff neu motorisiert. Die bisherigen Motoren wurden durch zwei Dieselmotoren des Herstellers Volvo-Penta (Typ: TAMD 165D) mit jeweils 328 kW Leistung ersetzt. Bei dem Umbau wurde auch der Passagierbereich modernisiert. Das Schiff ist mit einem Bugstrahlruder ausgerüstet. Für die Stromversorgung an Bord stehen zwei Dieselgeneratoren zur Verfügung.
Die Fähre verfügt über ein durchlaufendes Fahrzeugdeck. Auf dem Fahrzeugdeck stehen zwei Fahrspuren zur Verfügung, auf denen zwölf Pkw Platz finden. Die maximale Achslast auf dem Fahrzeugdeck beträgt 13 t. Das Fahrzeugdeck ist über eine Bug- und eine Heckrampe zugänglich. Am Bug des Schiffes befindet sich ein nach oben aufklappbares Bugvisier. Das Fahrzeugdeck ist im vorderen Bereich mit dem Brückendeck überbaut, auf dem sich das Steuerhaus und zwei offene Nocken befinden. Die Durchfahrtshöhe unter dem Brückendeck beträgt rund 4,4 Meter (14 Fuß, 6 Zoll). Die Aufenthaltsräume für die Passagiere befinden sich unter dem Fahrzeugdeck.